# Mario Busquets Jordá
Mario Busquets Jordá (n. Viloví de Oñar, Gerona, Cataluña, España, 3 de marzo de 1935) es un sacerdote católico español. 
Ordenado en 1958.
En 1998 el papa Juan Pablo II le otorgó el título de Prelado de Honor de Su Santidad.
Fue entre 2001 y 2015, Obispo-Prelado de Chuquibamba (Perú). Actualmente, al haberse jubilado es emérito.

## Biografía

### Primeros años y formación
Nacido en la localidad catalana de Viloví de Oñar, el día 3 de marzo de 1935.
Cuando era joven descubrió su vocación religiosa y decidió entrar a formarse en el seminario diocesano.

### Sacerdocio
Una vez terminados sus estudios eclesiásticos, fue ordenado sacerdote para la Diócesis de Gerona, el 19 de marzo de 1958, por el entonces obispo Mons. Josep Cartañà Inglés.
Durante estos años en los que ejercía su ministerio pastoral en España y después en Perú, el 5 de agosto de 1998, el papa Juan Pablo II le otorgó el título honorífico de Prelado de Honor de Su Santidad.

### Episcopado
El día 25 de enero de 2001, al ser nombrado por Juan Pablo II, pasó a ser el Obispo-Prelado de la Prelatura de Chuquibamba.
Tras su nombramiento eligió como lema, la frase: "Evangelizare Jesum Christum" (en latín).
Recibió la consagración episcopal en la ciudad de Camaná, el 24 de marzo, a manos de su consagrante principal: el entonces Arzobispo de Arequipa Mons. Luis Sánchez Moreno Lira y de sus co-consagrantes: el entonces Nuncio Apostólico en Perú Mons. Rino Passigato y el entonces Prelado de Yauyos y Arzobispo de Cuzco Mons. Juan Antonio Ugarte Pérez.
Tras unos cartoce años y medio en su cargo de Obispo-Prelado de Chuquibamba, el 11 de mayo de 2015 presentó al papa Francisco su renuncia por motivo de edad al cumplir los 75. Y fue sucedido por Mons. Jorge Enrique Izaguirre Rafael.